# Муха м'ясна зелена
Муха м'ясна зелена (Lucilia sericata) — вид з родини каліфоридів.

## Опис
Тіло яскраво-металічно-зеленого кольору. Воно з бронзовим вилиском. Тіло завдовжки 7-9 мм. Живляться на трупах, м'ясі. Личинки живуть на трупах та на відходах боєнь. 

## Галерея
|  |
|  |

|  |
|  |

|  |
|  |

|  |
|  |

|  |
|  |

|  |
|  |